# 김강일
김강일(金江日, 1966년 3월 11일 ~ )은 대한민국의 배우다.

## 출연작

### 영화
- 2023년 《옥수역 귀신》 - 염습사 역
- 2022년 《피는 물보다 진하다》 - 동필 역
- 2021년 《세상은 요지경》
- 2020년 《특수요원》 - 송영범 박사 역
- 2019년 《얼굴없는 보스》 - 윤동렬 역
- 2018년 《물괴》 - 좌의정 역
- 2018년 《그날의 기억》 - 동근 역
- 2017년 《박열》 - 야마나시 한조 역
- 2016년 《혼숨》 - 일본방송피디 역
- 2016년 《무서운 이야기 3: 화성에서 온 소녀》 - 산적두목 역
- 2015년 《음란한 가족》 - 세탁소주인 역
- 2015년 《연평해전》 ... 북한8전대사령관 역
- 2015년 《간신》 - 장리 역
- 2014년 《해적: 바다로 간 산적》 - 상선 행수 역
- 2014년 《명량》 - 가토 요시야키 역
- 2013년 《마이 리틀 히어로》 - 본부장 역
- 2012년 《바람과 함께 사라지다》  장빙업자 1 역
- 2011년 《카운트다운》  김 형사 역
- 2011년 《고지전》 - 인민군 대대장 역
- 2011년 《평양성》 - 당나라, 계필 하력 역
- 2010년 《악마를 보았다》 - 박한기 역
- 2009년 《불꽃처럼 나비처럼》 - 낭인 3 역
- 2009년 《인사동 스캔들》 - 스즈키 역
- 2008년 《신기전》 - 이태랑 역
- 2007년 《날아라 허동구》 - 진북초등학교 선수 부 역
- 2006년 《음란서생》 - 어용화사 역
- 2005년 《공공의 적 2》 - 서식 역
- 2002년 《공공의 적》 - 최두식 역
- 2002년 《아프리카》 - 달수 역
- 2001년 《휴머니스트》 - 형사 2 역
- 1999년 《자귀모》 - 성도착범 역
- 1997년 《꽃을 든 남자》 - 술집 소동 남자 역

### TV 드라마
- 2023년 SBS 《모범택시 시즌2》 - 남규정
- 2023년 KBS2 《고려거란전쟁》 - 거란 사신역
- 2022년 KBS2 《두뇌공조》 - 강성하 역 (특별출연)
- 2021년 tvN 《보이스 4》 - 마약범죄조직 두목 역
- 2021년 SBS 《모범택시》 - 남규정 역
- 2018년 tvN 《미스터 션샤인》
- 2017년 tvN 《크리미널 마인드》
- 2017년 MBC 《역적 : 백성을 훔친 도적》
- 2016년 SBS 《달의 연인 - 보보경심 려》 - 신주 강씨 역
- 2016년 SBS 《미세스캅 2》 - 재일교포 카즈키 역
- 2015년 후난위성TV 《봉신(封神)》 - 비중(费仲) 역[1][2][3]
- 2015년 SBS 《너를 사랑한 시간》 - JM대표 역
- 2014년 KBS2 《왕의 얼굴》 - 타케타 역
- 2014년 OCN 《귀신 보는 형사 처용》 - 송재학 역
- 2013년 SBS 《낯선 사람》 - 탈북 브로커 역
- 2012년 MBC 《무신》 - 몽고사신 포리대완 역
- 2010년 KBS1 《자유인 이회영》 - 사노 역
- 2010년 MBC 《동이》
- 2009년 KBS2 《천추태후》
- 2008년 MBC 《에덴의 동쪽》
- 2006년 MBC 《주몽》
- 2001년 KBS2 《명성황후》